# Orthophytum duartei
Orthophytum duartei är en gräsväxtart som beskrevs av Lyman Bradford Smith. Orthophytum duartei ingår i släktet Orthophytum och familjen Bromeliaceae. Inga underarter finns listade i Catalogue of Life.